# 吐魯番交河機場
吐魯番交河機場，是一座位於中国新疆吐鲁番市高昌区大河沿镇、七泉湖镇之间的机场。交河机场位于中国陆地最低点艾丁湖附近，亦是中国最大的支线机场、新疆第三个4E类机场，功能定位为乌鲁木齐天山国际机场的第二机场，吐鲁番交河机场航站楼面积5300平方米、航管楼（含塔台）816平方米、配套建设供油、供电、供暖、给排水、消防救援、特种车库、货运库房及辅助生产和服务设施8500平方米，设计年旅客吞吐量40万人次，货物吞吐量1300吨。

## 历史
吐鲁番航空的历史，最早可以追溯到上世纪50年代，
1954年，中国民航总局乌鲁木齐管理局在吐鲁番建立了交河机场。
1985年停航保管，机场和导航设备撤销。
2008年正式迁建吐鲁番交河机场。
2009年5月6日于吐鲁番西北郊13公里处投资4.3亿元的新机场正式开工建设开工建设，2010年5月底验收，7月9日正式首航。
2015年10月10日，开通西安-银川-吐鲁番货包机航线，成为疆内第一家具有货运航线的支线机场。
2016年11月22日吐鲁番交河机场于正式换发《机场使用许可证》，飞行区等级由4D升级为4E，消防等级提升至8级，最大程度可保障波音747-400型同类及其以下机型正常起降。成为全疆第三个4E类机场，定位为乌鲁木齐国际机场主备降场。。
2019年10月，乌鲁木齐天山国际机场（原乌鲁木齐地窝堡国际机场）、吐鲁番机场正式合并运营管理，吐鲁番机场依托乌鲁木齐国际机场不断强化运营管理能力，为分流乌鲁木齐国际机场航班夯实了基础。吐鲁番机场的功能定位也逐步由乌鲁木齐国际机场的主备降场转变为乌鲁木齐国际机场的第二机场。2019年，机场开通15条航线，通航21个城市，运营情况良好，保障各类飞行起降6215架次，旅客吞吐量近35万人次。。
2020年，机场实施改扩建工程项目，主要包括跑道向东延长400米至3200米，向西扩建停机坪使机场停机位数量达到21个，新建1万余平米航站楼以及相关配套设施。根据机场集团统一部署，吐鲁番机场现已并入乌鲁木齐国际机场，实现乌吐机场一体化运营管理模式。吐鲁番机场航空机务、安全检查、地面服务业务移交至乌鲁木齐国际机场分公司机务工程部、安全检查总站、旅客服务部以及新疆天缘国际物流公司，吐鲁番机场负责承担运行协调和监管职责。。 
2021年3月5日，吐鲁番交河机场3200米跑道启用日期获中国民用航空局空中交通管理局批复；4月22日，吐鲁番交河机场3200米跑道启用。

## 空铁联运
“空铁联运”是指航空运输与铁路运输之间协作的一种联合运输方式，参与者包括民航机场、航空公司、铁路部门等。2014年，兰新高铁开通，吐鲁番北站距离机场不足500米，吐鲁番交河机场成为乌鲁木齐国际机场的备降机场，备降航班旅客可以从吐鲁番机场采取高铁或汽车形式返回乌鲁木齐。

## 机场交通

### 公交巴士
吐鲁番交河机场与吐鲁番北站间有空铁联运接送巴士，吐鲁番市区可乘坐吐鲁番公交202路至吐鲁番北站进行换乘。

### 高铁动车
机场位于兰新高铁吐鲁番北站以北约500米处，乘客可以步行至车站实现航空、铁路、市内交通换乘。

### 轨道交通
吐鲁番轨道交通旅游现代有轨电车3号线，起于吐鲁番北站，终于游客中心站可换乘1号线。

## 航空公司與航点
2025年夏秋航季（3月30日至10月25日），开通运营航线27条，通航城市27个。
| 航空公司     | 目的地 |
| ------------ | --- |
| 華夏航空     | 庫爾勒、阿勒泰 |
| 九元航空     | 廣州-西安 |
| 湖南航空     | 昆明-長沙、无锡 |
| 中国联合航空 | 北京/大兴-鄂尔多斯 |
| 成都航空     | 和田、阿勒泰、库车、成都/天府、若羌、敦煌、伊宁、昭苏、庫爾勒、博乐、圖木舒克、莎车、喀什、阿拉尔、石河子、阿克蘇、富蕴、塔城 |
| 金鹏航空     | 深圳-隴南 |